# Edwards syndrom
Edwards syndrom (eller trisomi 18) opkaldt efter John H. Edwards, der opdagede syndromet i 1960.
Børn født med Edwards syndrom har ofte svære misdannelser. 95% af børnene dør inden et år.
Tilstanden skyldes en trisomi af kromosom nummer 18, dvs. der er et tredje kromosom, hvor normale personer kun har to.